# Makoto Imaoka
Makoto Imaoka, född den 11 september 1974, är en japansk idrottare som tog silver i baseboll vid olympiska sommarspelen 1996 i Atlanta.